# Антрасімія
Антрасімія (Anthrasimias gujaratensis) — вид приматів, вперше виявлений в штаті Гуджарат,  Індія у 2008 році. Антрасімія, як вважають, жила близько 55 мільйонів років тому на початку еоцену. Вага — 75 грам.
Антрасімія — найдавніший відомий член цієї родини, а наступний, Eosimias, жив близько 45 мільйонів років тому в Китаї .